# Jamshid
Jamshēd, Jamshīd hay Jam trong tiếng Ba Tư trung và mới, hay Yima trong tiếng Avesta là một nhân vật thần thoại trong văn hóa và truyền thống của Đại Iran.
Trong truyền thống dân gian Iran, Jamshid là vị vua thứ tư và kiệt xuất của triều Pishdadi (trước thời nhà Kayani) một vương triều chỉ được người ta biết thông qua chữ khắc trên các bia đá, mà không có bằng chứng khảo cổ nào. Vai trò này đã được ám chỉ trong thánh kinh của Hỏa giáo (thí dụ như trong Yasht 19, Vendidad 2), trong đó nhân vật này được gọi là Yima(-Kshaeta) "(ánh sáng) Yima", tên tiếng Avesta mà cái tên 'Jamshid' bắt nguồn từ đó.
Hiện nay, 'Jamshid' là tên thông dụng của nam giới Iran và Hỏa giáo. Edward FitzGerald chuyển tên này thành 'Jamshyd'. Trong các văn bản ơ các miền đất phía Đông Đại Iran, Trung Á, và của các tín đồ Hỏa giáo trên tiểu lục địa Ấn Độ, cái tên được ghi là 'Jamshed'.

## Trong truyện cổ tích dân gian
Trong một thời gian, một người anh hùng xứ Avesta là Yima Xšaēta trở thành Shāh Jamshid trị vì cả thế giới, theo truyền thuyết và thần thoại của dân tộc Ba Tư.
Vua Jamshid chia thần dân của ông thành bốn nhóm người:
- Giáo sĩ, những người thực hiện việc thờ cúng thần Hormozd
- Chiến binh, những người bảo vệ nhân dân bằng sức mạnh của họ
- Nông dân, những người trồng lúa cho nhân dân ăn
- Thợ thủ công, những người làm nên những điều tốt cho sự thanh thản và thú vui của nhân dân.

Với những thành tựu lớn của mình, Jamshid trở thành vị minh quân mà cả thế giới chưa từng có.